# Smicroplectrus costulatus
Smicroplectrus costulatus là một loài tò vò trong họ Ichneumonidae.